# Torymoides smithi
Torymoides smithi är en stekelart som först beskrevs av Schread 1937.  Torymoides smithi ingår i släktet Torymoides och familjen gallglanssteklar. Inga underarter finns listade i Catalogue of Life.